# Iloprost
El iloprost es un análogo sintético de la prostaciclina administrado por vía inhalada para mejorar los síntomas hemodinámicos de la hipertensión pulmonar. Se ha estudiado para el uso preventivo de lesiones por reperfusión. Otros análogos de la prostaciclina son administrados por vía subcutánea (treprostinil) u oral (beraprost).

## Farmacología
Como análogo de la prostaciclina (PGI2), Iloprost tiene efectos vasodilatadores de arterias sistémicas así como pulmonares, lo cual a su vez reduce la presión arterial. Iloprost también inhibe la agregación plaquetaria, aunque el rol que este fenómeno juega en relación con la hipertensión pulmonar no ha sido aún determinada.[cita requerida] Es el análogo prostanoide del que más experiencia documentada se tiene.

## Historia
El uso de prostaciclina (epoprostenol) ha tenido éxitos en el alivio de los síntomas de hipertensión pulmonar. Debido a que la administración de prostaciclina requiere la instalación permanente de un catéter endovenoso, y los varios efectos colaterales y complicaciones, se ha vuelto de importancia la producción de análogos sintéticos de diferentes rutas de administración, así como de mayor estabilidad y duración de los efectos.

## Efectos secundarios
No se cree que ocurran efectos secundarios de gravedad con el uso de Iloprost inhalado. En estudios clínicos, las reacciones adversas más comunes por ilopros inhalado incluían: vasodilatación (27%), tos (39%), cefalea (30%), malestar general (14%), náusea (13%), espasmo muscular (12%), hipotensión (11%), insomnia (8%), síncope (8%). Otros eventos adversos reportados con el uso de Iloprost incluyeron, insuficiencia cardíaca congestiva, angina, taquicardia supraventricular, disnea, inflamación (en especialmente alrededor de los tobillos y pies) e insuficiencia renal.